# Катедрала Св. Ивана Непомука у Зрењанину
Катедрала Св. Ивана Непомука у Зрењанину саграђена је 1868. године на месту старије католичке цркве саграђене под патронатом темишварске бискупије и по налогу царице Марије Терезије, између 1758. и 1763. године. Налази се на главном градском тргу, у оквиру Старог језгра, као Просторно културно-историјске целине од великог значаја.
Изградња данашње цркве великих размера, почела је 1864. године. Пројектирао ју је пројектант и архитект Франц Ксавер Брандајс (Franz Xaver Brandeisz)
Саграђена је у духу романтизма у стилу неороманике, карактеристично за период друге половине 19. века, када се католичка црква архитектуром својих нових храмова окреће традицији и коренима средњовековне духовности кроз форму романике и готике. 
Великобечкеречка жупна црква, после Првог светског рата, постаје главни храм (протокатедрала) 1923. године када је утемељена банатска апостолска администрација. Јован Павле II својом булом из 1986. године, дотадашњу апостолску администрацију подиже на ранг бискупије, а главна црква овог региона постаје Kатедрала.
Kатедрала, заједно са још два објекта, чини једну целину. Ту су зграда римокатоличког жупног уреда, подигнута у другој половини 19. века у неоренесансном стилу, и зграда римокатоличког бискупског ординаријата подигнута 1912. године, архитекте Иштвана Барта, која представља једну од најзначајнијих и највреднијих сецесијских остварења у Зрењанину.

## Архитектура цркве
Зграда је крстобразне основе, са полукружном апсидом на северној страни и високим торњем изнад главног портала јужног улаза. Црква је знатно померена од регулационе линије улице, према средини трга, чиме је одступљено од симетрије, највероватније због денивелације тј. израженог пада терена ка улици Цара Душана. Фасаде храма су смирене, сведене декорације, али су зато просторни кубуси веома разиграни. У просторној композицији истиче се снажно укрштање подужног и попречног брода. Простор између бродова попуњавају приземне сакристије тако да у унутрашњост формира тробродну грађевину. Kровне равни су затворене троугластим забатима а испод поткровног венца налази се декоративни низ полукружних аркадица. На бочним фасадама налазе се трифоре.

## Ентеријер
Изнад средишњег олтара налази се слика великих димензија са представом св. Ивана Непомука – патрона храма, рад сликара Барталан Секеља. Изнад два помоћна олтара, налазе се две слике: Мајка Божија са сином, такође рад Секеља, и Св. Апостол Јакоб, рад Августа Мантлера. Сводови су богато осликани сценама из новог завета: Св. Тројица, Христ у Гетсиманији, Христ благосиља децу, Христ подучава народ, Вазнесење Богородице, Давид са харфом окружен анђелима.
Унутрашње зидове осликао је фрескама великих димензија мештанин Јозеф Гојгнер 1885. године и оне чине јединствен склоп збивања чија је тематика узета из старог и новог завета. Изнад помоћног улаза, са десне стране налази се Гојгнерова реплика Давинчијеве Тајне Вечере, а са леве, Исус пред Пилатом Михаљ Мункача. Оквирна орнаментика урађена је у стилу класицизма у пастелним бојама. Такође, доживљај употпуњују и вредни витражи на пространим прозорима цркве. Један од витража страдао је у невремену 2003. године, али је после рестаураторских радова замењен новим.
Оргуље цркве изграђене су 1907. године у радионици  Липота Вегенштајна у Темишвару, а главни олтар обновљен је 1910. године у мермеру, радионице Тунер из Бечкерека. Света столица јој је тада подарила назив Altare Privilegiatum.
Рестаурација слика на унутрашњим зидовима цркве обављена је 1984. године на иницијативу Тица Јенеа. Уређење спољашње фасаде обављено је 1990. године, а дотрајали под обновљен је мермерним плочама 2001. године. Од пет звона највеће је из доба градње цркве, 4 мања су однета у Први светски рат, а нова изливена 1938. године у Загребу. Једна од њих напукло је 2001. па је претопљено и поново изливено 2002. године